# Масикевич, Орест Сидорович
Оре́ст Масике́вич (9 августа 1911 — 8 октября 1980) — деятель украинского националистического движения.

## Биография
Родился и жил на Буковине, которая с 1918 по 1940 год входила в состав Румынии, в семье дьяка местной церкви.
В 1930 году окончил гимназию в Шипинцах и поступил в Черновицкий университет на факультет философии и социологии. В студенческие годы активно участвовал в общественной и культурной жизни университета, возглавив студенческое братство «Запорожье», посещал драматический кружок «Буковинский кобзар» вступил в товарищество «Украинская Школа». Позднее основал собственное националистическое товарищество «Зализняк».
Совместно с Денисом Квитковским и Орестом Зыбачинским создал ОУН на Буковине. По причине присоединения Буковины к СССР был вынужден эмигрировать в Бухарест.
Далее вошёл в руководство («Провід») буковинской организации ОУН (сторонников А. Мельника), входил в состав Буковинского куреня. После нападения Германии на СССР, по согласованию с германским командованием, группа буковинцев в составе походных групп ОУН направилась на Украину для участия в местных органах управления. Масикевич занимал должность бургомистра г. Николаева до декабря 1941 г.; одно время имел у немецкого командования репутацию самого молодого и способного из бургомистров в Рейхскомиссариате Украина, однако в конце концов он был арестован по обвинению в националистической деятельности. Позднее освобождён, участвовал в нелегальной работе ОУН. По окончании войны арестован органами НКВД, отбыл заключение, затем жил в Румынии, где публиковал стихи на украинском языке.
Умер 8 октября 1980 года, неподалёку от Бухареста.

## Сочинения
- Масикевич, Орест. Буреквіти: лірика. Критеріон. 94 с 19 с м. Бухарест, 1979.